# Säfsnäs församling
Säfsnäs församling var en församling i Västerås stift och i Ludvika kommun i Dalarnas län. Församlingen uppgick 2010 i Gränge-Säfsnäs församling. 

## Administrativ historik
Församlingen bildades 1748 genom utbrytning ur Nås församling i vars pastorat församlingen ingick till 30 mars 1798. Från 17 mars 1798 till 1975 utgjorde församlingen ett eget pastorat för att sedan till 2010 ingå i pastorat med Grangärde församling som moderförsamling. Församlingen uppgick 2010 i Gränge-Säfsnäs församling.

## Kyrkoherdar
| Ämbetstid | Namn                   | Levnadstid | Övrigt                                    |
| --------- | ---------------------- | ---------- | ----------------------------------------- |
| 1798      | Lars Bergselius        | 1759–1798  |                                           |
| 1799–     | Eric Fahlcrantz        |            | Senare kyrkoherde i Norrbärke församling. |
| 1813–     | Carl Olof Fröman       |            | Senare kyrkoherde i Järna församling.     |
| 1823–     | Pehr Wahlgren          |            | Senare kyrkoherde i Kumla församling.     |
| 1838–     | Daniel Edvard Boethius | 1807–      |                                           |

### Komministrar
| Ämbetstid | Namn             | Levnadstid | Övrigt                                    |
| --------- | ---------------- | ---------- | ----------------------------------------- |
| 1748–1757 | Johan Fahlborg   | 1707–1757  |                                           |
| 1760–1761 | Andreas Mozelius | 1728–1761  |                                           |
| 1763–1767 | Eric Gottmark    | 1731–1767  |                                           |
| 1767–     | Johan Gessenius  |            | Senare kyrkoherde i Nås församling.       |
| 1779–     | Pehr Löfdahl     |            | Senare komminister i Svärdsjö församling. |
| 1787–1798 | Lars Bergselius  | 1759–1798  | Senare kyrkoherde i församlingen.         |

## Kyrkobyggnader
- Säfsnäs kyrka